# 卡利諾維蓋
50°24′7″N 28°6′5″E / 50.40194°N 28.10139°E
卡利諾維蓋（烏克蘭語：Калиновий Гай）是烏克蘭北部的村莊，隸屬日托米爾州的日托米爾區。該村始建於1969年，面積0.48平方公里，2001年人口44，人口密度每平方公里92.05人。